# والورفین
والورفین (انگلیسی: Valorphin) که با نام VV-hemorphin-5 نیز شناخته می‌شود نوعی هپتاپپتید اپیوئیدی درونزاد است که به طور طبیعی در بدن وجود داشته و از گروه همورفین‌ها می‌باشد. توالی اسید آمینه‌ای این ترکیب به صورت زیر است:
H-Val-Val-Tyr-Pro-Trp-Thr-Gln-OH
این هپتاپپتید در بدن طی شکافت پروتئولیتیک اسید آمینه‌های شماره ۳۳ تا ۳۹ از زنجیره بتای هموگلوبین ایجاد می‌شود. والورفین به طور ترجیحی به گیرنده اپیوئیدی μ متصل می‌شود و اثرات ضد درد خود را اِعمال می‌کند. این ترکیب همچنین دارای ویژگی‌های سیتوتوکسیک و ضدتکثیری علیه سلول‌های توموری است. با توجه به این که این اثرات به وسیله نالوکسان خنثی می‌شوند، می‌توان گفت که این اثرات با دخالت گیرنده‌های اپیوئیدی بروز می‌کنند.